# Kang Cho-hyun
Kang Cho-hyun (kor. 강초현) (Seul, Južna Koreja, 23. listopada 1982.) je bivša južnokorejska streljačica. Na Olimpijadi u Sydneyju osvojila je srebro u kategoriji 10 metara zračna puška dok je slavila američka predstavnica Nancy Johnson.

## Olimpijske igre

### OI 2000.
| RANG | Natjecatelj   | Kvalifikacije | Finale | Ukupno |
| ---- | ------------- | ------------- | ------ | ------ |
|      | Nancy Johnson | 395           | 102,7  | 497,7  |
|      | Kang Cho-hyun | 397           | 100,5  | 497,5  |
|      | Gao Jing      | 394           | 103,2  | 497,2  |

## Vanjske poveznice
- Sportski rezultati streljašice